# Javier Cárdenas
Pour les articles homonymes, voir Cárdenas.
Javier Cárdenas Martínez (né le 8 décembre 1952 à Mexico et mort le 25 juin 2022  au Mexique) est un joueur de football international mexicain, qui évoluait au poste de milieu de terrain.

## Biographie

### Carrière en club
Javier Cárdenas joue principalement en faveur des clubs du Deportivo Toluca et du Chivas de Guadalajara. Avec ces deux équipes, il dispute 297 matchs en première division mexicaine, inscrivant 37 buts. Il réalise sa meilleure performance lors de la saison 1977-1978, où il inscrit 11 buts.
Il est à deux reprises vice-champion du Mexique avec le Chivas de Guadalajara. Avec cette même équipe, il atteint la finale de la Coupe des champions de la CONCACAF en 1984, en étant battu par l'équipe haïtienne du Violette Athletic Club.

### Carrière en équipe nationale
Il reçoit 9 sélections et inscrit 2 buts en équipe du Mexique entre 1976 et 1979.
Il figure dans le groupe des sélectionnés lors de la Coupe du monde de 1978. Lors du mondial organisé en Argentine, il joue un match contre la Pologne.

## Palmarès
Sous les couleurs du Chivas de Guadalajara, il est vice-champion du Mexique en 1983 et 1984 et finaliste de la Ligue des champions de la CONCACAF en 1984.